# Кера (река, впадает в Горьковское водохранилище)
Кера — река в Костромской области России. Ранее являлась правым притоком реки Кешка.
Берёт начало в урочище Бахматово. Впадает в залив реки Кешки Горьковского водохранилища западнее Волгореченска. Высота устья — 84 м над уровнем моря. Длина реки составляет 29 км, площадь водосборного бассейна — 107 км².

## Данные водного реестра
По данным государственного водного реестра России относится к Верхневолжскому бассейновому округу, речной бассейн реки — (Верхняя) Волга до Куйбышевского водохранилища (без бассейна Оки), речной подбассейн реки — Волга ниже Рыбинского водохранилища до впадения Оки, водохозяйственный участок реки — Волга от города Кострома до Горьковского гидроузла (Горьковское водохранилище), без реки Унжа.
Код объекта в государственном водном реестре — 08010300412110000013360.